# Combustión química en bucle

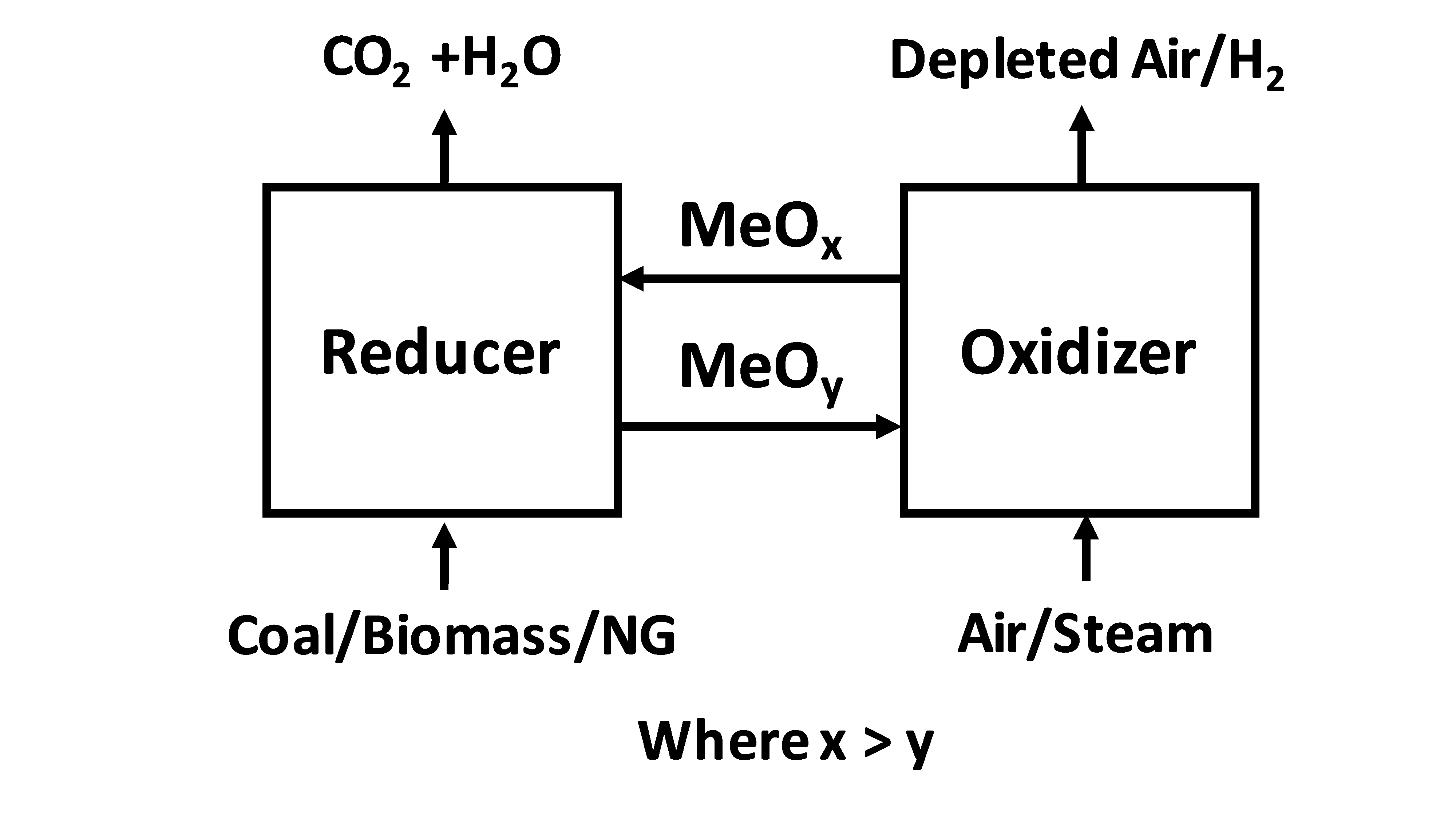
Figura 1. Diagrama del sistema de reactor CLC

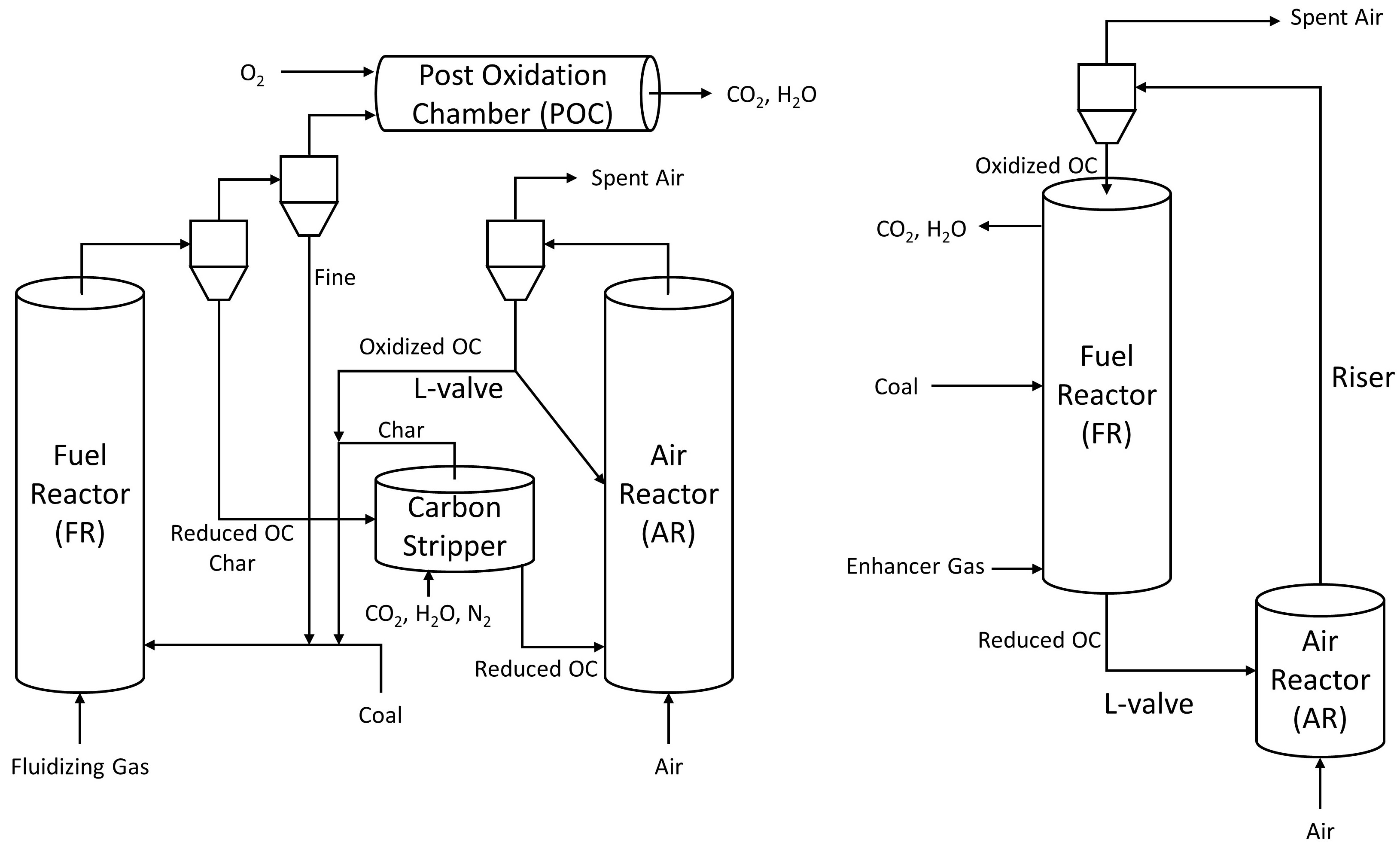
Figura 2. (Izquierda) Diseño de lecho fluidizado dual, la planta piloto de combustión de bucle químico de Darmstadt y (Derecha) diseño de lecho fluidizado de lecho móvil interconectado, la planta piloto de colocación directa de carbón de la Universidad Estatal de Ohio

La combustión química en bucle (CLC) es un proceso tecnológico que suele emplear un sistema de lecho fluidizado doble. El CLC operado con un lecho móvil interconectado con un sistema de lecho fluidizado también se ha empleado como un proceso de tecnología. En CLC, se emplea un óxido metálico como material de lecho que proporciona el oxígeno para la combustión en el reactor de combustible. El metal reducido se transfiere luego al segundo lecho (reactor de aire) y se vuelve a oxidar antes de volver a introducirse nuevamente en el reactor de combustible completando el circuito. La figura 1 muestra un diagrama simplificado del proceso CLC. La figura 2 muestra un ejemplo de un sistema de reactor de circulación de doble lecho fluidizado y un sistema de reactor de circulación de lecho fluidizado de lecho móvil. 
El aislamiento del combustible del aire simplifica el número de reacciones químicas en la combustión. El empleo de oxígeno sin nitrógeno y los gases traza que se encuentran en el aire elimina la fuente principal para la formación de óxido de nitrógeno (NOx), produce un gas de combustión compuesto principalmente de dióxido de carbono y vapor de agua; otros contaminantes traza dependen del combustible seleccionado. 

## Descripción
La combustión química en bucle (CLC) utiliza dos o más reacciones para realizar la oxidación de combustibles basados en hidrocarburos. En su forma más simple, una especie portadora de oxígeno (normalmente un metal) se oxida primero en el aire formando un óxido. Este óxido se reduce luego utilizando un hidrocarburo como reductor en una segunda reacción. Como ejemplo, un sistema basado en hierro que quema carbono puro implicaría las dos reacciones redox: 
| C(s) + Fe 2O 3(s) → Fe 3O 4(s) + CO 2(g) | \| \| \| \| \| \| \| \| | (1) |
|                                          |                         |     |
|                                          |                         |     |

| Fe 3O 4(s) + O 2(g) → Fe 2O 3(s) | \| \| \| \| \| \| \| \| | (2) |
|                                  |                         |     |
|                                  |                         |     |

 Si se agregan (1) y (2) juntos, el conjunto de reacción se reduce a la oxidación directa del carbono, es decir: 
| C(s) + O 2(g) → CO2(g) | \| \| \| \| \| \| \| \| | (3) |
|                        |                         |     |
|                        |                         |     |

 El CLC se estudió por primera vez como una forma de producir CO2 a partir de combustibles fósiles, utilizando dos lechos fluidizados interconectados. Más tarde se propuso como un sistema para aumentar la eficiencia de la central eléctrica. La ganancia en eficiencia es posible debido a la mayor reversibilidad de las dos reacciones redox; en la combustión tradicional de una sola etapa, la liberación de la energía de un combustible se produce de manera altamente irreversible, y se aleja considerablemente del equilibrio. En CLC, si se elige un portador de oxígeno apropiado, se puede hacer que ambas reacciones redox ocurran de manera casi reversible y a temperaturas relativamente bajas. Teóricamente, esto permite que una central eléctrica que usa CLC se aproxime a la salida de trabajo ideal para un motor de combustión interna sin exponer los componentes a temperaturas de trabajo excesivas. 

### Termodinámica

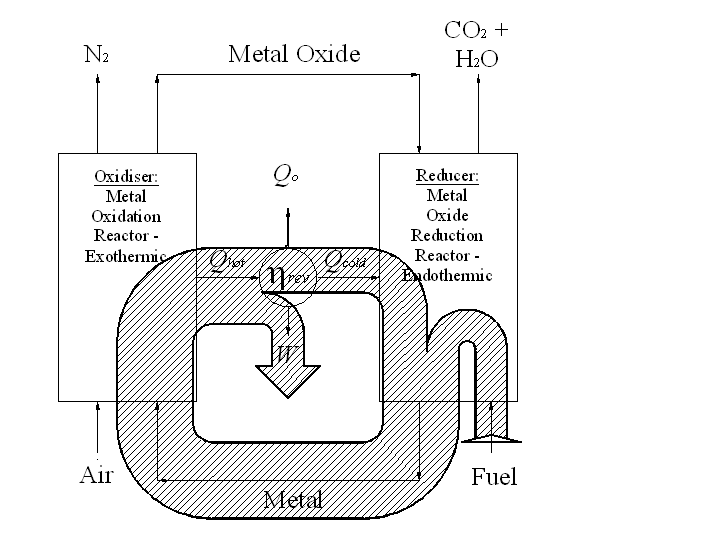
Fig. 3. Diagrama de Sankey de flujos de energía en un sistema reversible de CLC.

La figura 3 ilustra gráficamente los intercambios de energía en un sistema CLC, y muestra un diagrama de Sankey de los flujos de energía que ocurren en un motor reversible basado en CLC. Estudiando la Fig. 1, un motor térmico está dispuesto para recibir calor a alta temperatura de la reacción de oxidación exotérmica. Después de convertir parte de esta energía en trabajo, el motor térmico rechaza la energía restante como calor. Casi todo este rechazo de calor puede ser absorbido por la reacción de reducción endotérmica que ocurre en el reductor. Esta disposición requiere que las reacciones redox sean exotérmicas y endotérmicas respectivamente, pero este es normalmente el caso de la mayoría de los metales. Se requiere algún intercambio de calor adicional con el medio ambiente para satisfacer la segunda ley; teóricamente, para un proceso reversible, el intercambio de calor está relacionado con el cambio de entropía estado estándar, ΔSo, de la reacción de oxidación de hidrocarburo primario como sigue: 
Qo = ToΔSo
Sin embargo, para la mayoría de los hidrocarburos, ΔSo es un valor pequeño y, como resultado, un motor de alta eficiencia global es teóricamente posible.

### Captura de CO2
Aunque se propuso como un medio para aumentar la eficiencia, en los últimos años, se ha mostrado interés en la CVX como una técnica de captura de carbono. La captura de carbono es facilitada por el CLC porque las dos reacciones redox generan dos corrientes de gases de combustión intrínsecamente separadas: una corriente del reactor de aire, que consiste en N
2 atmosférico y O
2 residual, pero sensiblemente libre de CO2; y una corriente del reactor de combustible que contiene predominantemente CO2 y H
2O con muy poco nitrógeno diluyente. El gas de combustión del reactor de aire se puede descargar a la atmósfera causando una contaminación mínima de CO2. El gas de salida del reductor contiene casi todo el CO2 generado por el sistema y, por lo tanto, se puede decir que el CLC exhibe "captura de carbono inherente", ya que el vapor de agua se puede eliminar fácilmente del segundo gas de combustión a través de la condensación, lo que lleva a una corriente de casi CO2 puro. Esto le da a CLC beneficios claros cuando se compara con las tecnologías de captura de carbono de la competencia, ya que estas últimas generalmente implican una penalización de energía significativa asociada con los sistemas de lavado de post combustión o la entrada de trabajo requerida para las plantas de separación de aire.  Esto ha llevado a la propuesta de CLC como una tecnología de captura de carbono de eficiencia energética, capaz de capturar casi todo el CO2, por ejemplo, de una planta de Carbón Químico Directo (CDCL). A los resultados de demostración 200 horas continuas de una unidad CDCL sub-piloto de 25 kW indican casi el 100% de conversión de carbón a CO2 sin arrastre de carbono al reactor de aire.

### Desarrollo tecnológico
La primera operación de combustión química con combustibles gaseosos se demostró en 2003, y luego con combustibles sólidos en 2006. La experiencia operativa total en 34 pilotos de 0,3 a 3 MW es más de 9000 h.  Los materiales portadores de oxígeno utilizados en la operación incluyen óxidos monometálicos de níquel, cobre, manganeso y hierro, así como varios óxidos combinados que incluyen óxidos de manganeso combinados con calcio, hierro y sílice. También se han usado minerales naturales, especialmente para combustibles sólidos, incluyendo minerales de hierro, minerales de manganeso e ilmenita. 

### Coste y penalización energética
Una evaluación tecnológica detallada de la combustión química de combustible sólido, es decir, el carbón, para una planta de energía de 1000 MW muestra que los costos adicionales del reactor de CLC en comparación con una caldera de lecho fluidizado circulante normal son pequeños, debido a las similitudes de las tecnologías. Los principales costos son en cambio la compresión de CO2, necesaria en todas las tecnologías de captura de CO2 y la producción de oxígeno. La producción de oxígeno molecular también puede ser necesaria en cierta configuración de CLC para pulir el gas producto del reactor de combustible. En todos los costos adicionales se estimaron en 20 €/tonelada de CO2, mientras que la penalización energética fue del 4%.

### Variantes y tecnologías relacionadas
Una variante de CLC es la combustión química con desacoplamiento de oxígeno (CLOU), donde se utiliza un transportador de oxígeno que libera oxígeno en fase gaseosa en el reactor de combustible, por ejemplo  CuO/Cu
2O. Esto es útil para lograr una alta conversión de gas, y especialmente cuando se usan combustibles sólidos, donde se puede evitar la lenta gasificación del carbón. La operación CLOU con combustibles sólidos muestra un alto rendimiento
El uso de lazos químicos también se puede utilizar para producir hidrógeno en los procesos de reformado de procesos químicos (CLR). En una configuración del proceso CLR, el hidrógeno se produce a partir de carbón y / o gas natural utilizando un reactor de combustible de lecho móvil integrado con un reactor de vapor y un reactor de aire de lecho fluidizado.  Esta configuración de CLR puede producir más de un 99% de pureza H 2 sin la necesidad de separación de CO2.
En revisiones recientes sobre tecnologías de bucles químicos se dan descripciones generales del campo.
En resumen, el CLC puede lograr un aumento en la eficiencia de la estación de energía simultáneamente con la captura de carbón con bajo consumo de energía. Los desafíos con CLC incluyen la operación de doble lecho fluidizado (mantener la fluidización del portador mientras se evita el aplastamiento y el desgaste) y mantener la estabilidad del portador durante muchos ciclos. 